# Bryum cylindrothecium
Bryum cylindrothecium là một loài rêu trong họ Bryaceae. Loài này được R. Br. bis mô tả khoa học đầu tiên năm 1899.